# 河東田清重
河東田 清重（かとうだ きよしげ）は、安土桃山時代の武将。白河結城氏の家臣。

## 略歴
河東田氏は白河氏の庶流。結城顕朝の次男・朝重から四代後の重継が河東田郷を領して河東田城（天王館・天王寺館）を築城し、河東田氏を名乗ったとされる。
清重は主君・結城義親の命で伊達氏との交渉に当たった。また、武勇に優れ、常陸国の佐竹氏との戦いなどで活躍する一方、領内に善政を敷いたので民衆に慕われた。天正4年（1576年）に佐竹氏に奪われていた赤館城を奪回するため、白河勢が最前線の河東田城に集結した。清重も佐藤忠秀に従いこの戦いで奮戦している。
天正17年（1589年）、義親が伊達氏に降ると、清重は佐竹氏への備えとして関和久城（伊賀館）の警護に当たったが、翌天正18年（1590年）に主家は豊臣秀吉により改易される。その後は義親に従って伊達政宗に仕えた。同年、政宗から陸奥大里城の攻略を命じられている。
後に伊達政宗が支倉常長ら慶長遣欧使節団をヨーロッパに派遣することになると、清重の子・親顕が使節船サン・ファン・バウティスタ号の造船奉行に命じられたと言われている。子孫は仙台藩士となった。清重との関係は不明だが、一族の河東田河内守とその子・備前守は佐竹氏に仕えている。